# نهر بوك
هذه المقالة هي عن نهر بوك، أحد روافد نهر ناريف في بولندا. لنهر بوك الجنوبي، في أوكرانيا، انظر بوه الجنوبي.
نهر بوك (بالبولندية: علة [بوك] أو بوك الغربي، بالأوكرانية: Західний Буг، Zakhidnyy بوه، بالبيلاروسية: Заходні Буг، Zakhodni bug، fالروسية: Западный Буг، Zapadnyy bug) هو أحد الأنهار الكبرى الأوروبية الذي يجري من خلال ثلاث دول يبلغ طوله الإجمالي 830 كيلومترا (520 ميل).
أحد روافد نهر ناريف، ويشكل جزءا من الحدود بين أوكرانيا وبولندا ل185 كيلومتر (115 ميل)،  وبين روسيا البيضاء وبولندا ل 178 كيلومتر (111 ميل)،  وهو رابع أطول نهر بولندي.

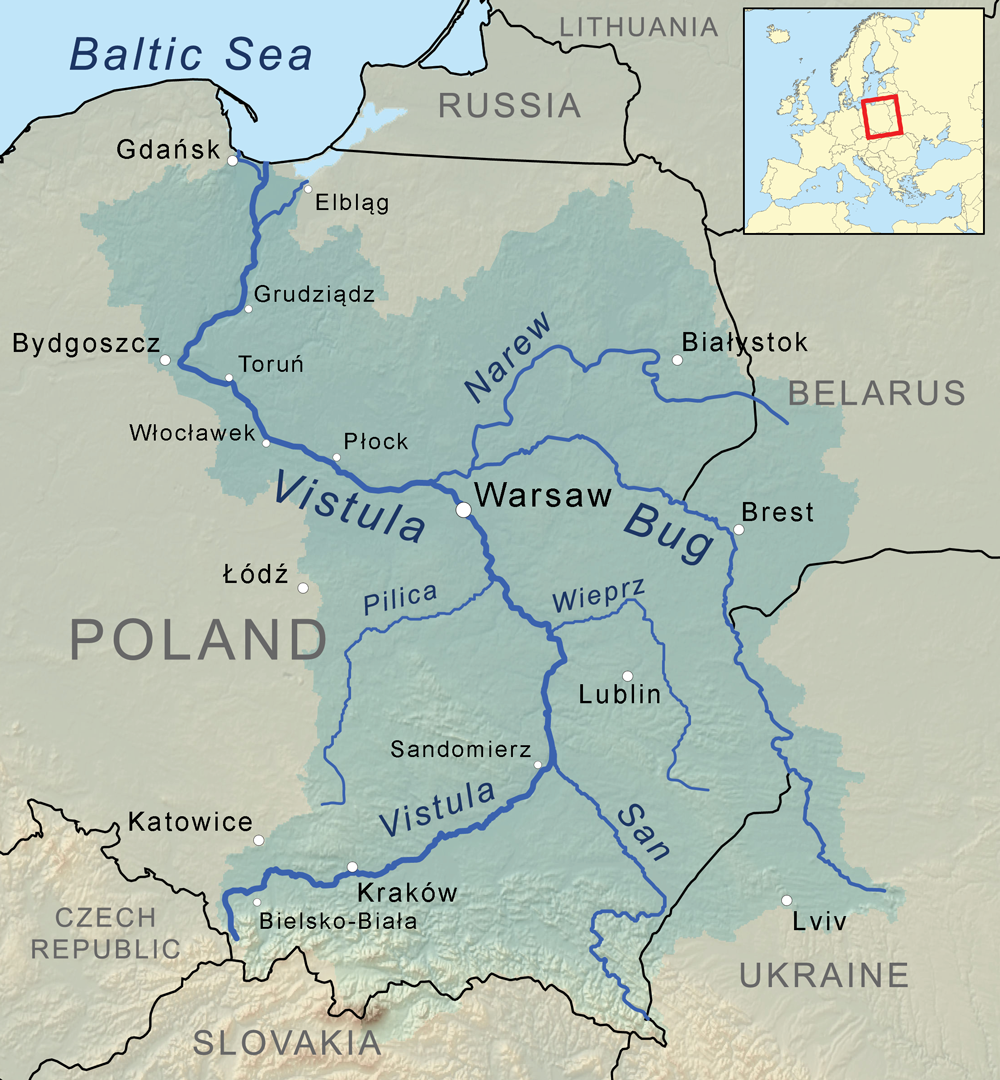
مجرى نهر البوك خلال أوكرانيا و بيلاروسيا وبولندا

## تاريخ النهر
تقليديا كان غالبا ما يعتبر نهر البوك الحدود الاثنوغرافية بين الشعوب الأرثوذكسية والكاثوليكية البولندية. كان نهر البوك الخط الفاصل أيضا بين قوات الجيش النازي الألماني والجيش الأحمر الروسي في أعقاب الغزو 1939 على بولندا في بداية الحرب العالمية الثانية.

## الخصائص الجغرافية
نهر بوك هو الرافد الأيسر لنهر ناريف الذي يتدفق من وسط أوكرانيا إلى الغرب، ويمر على طول الحدود بين أوكرانيا وبولندا وبيلاروس والحدود البولندية في بولندا، حيث يترتب على جزء من الحدود بين مازوفيا وبودلسكي فويفودوشيب . ثم ينضم لنهر ناريف في سيروك، على بعد بضعة كيلومترات من البحيرة الاصطناعية زكرز.
هذا الجزء من نهر ناريف بين التقاء ونهر فيستولا والتي يشار إليه أحيانا ب (بوكوناريف) لكن في 27 ديسمبر 1962 ألغى رئيس وزراء بولندا هذا الأسم، بعد الانتهاء من بحيرة زكرز.

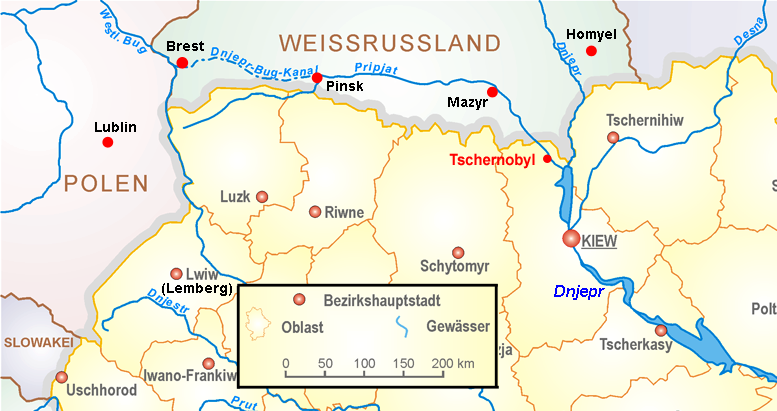
قناة نهري دنيبر-بوك الأصطناعية

كما أنه متصل مع نهر دنيبر عبر نهر موكافيتس، أحد الروافد اليمنى، من خلال قناة دنيبر-بوك.
على نهر بوك، على بعد بضعة كيلومترات من فيسوكاي في منطقة كامينيتس من منطقة بوبريسك، هي النقطة التي تقع في أقصى الغرب البيلاروسي.